# Vojtěch Vrňata
Vojtěch Vrňata (10. března 1898 Berlín – 8. září 1943 Berlín–Charlottenburg) byl za protektorátu členem několika ilegálních odbojových skupin, zpravodajským kurýrem a organizátorem nelegálních přechodů osob za hranice.

## Stručný popis
Vojtěch Vrňata byl za protektorátu spolupracovníkem vojenské ilegální organizace Obrana národa, kde patřil mezi nejbližší spolupracovníky jednoho ze třech králů – podplukovníka Josefa Balabána. V protiněmeckém odporu působil (pod krycím pseudonymem Dlouhý) jako vedoucí zpravodajské odbojové skupiny Monopol, byl rovněž napojen na odbojovou skupinu Centrokomise a fungoval jako agent britské Intelligence Service. Jako zaměstnanec pražské mezinárodní spediční firmy Jarolímek (zasilatelství mělo svoji kancelář v „Hybernii“) byl služebně často vysílán do Jugoslávie čehož využíval, coby kurýr na balkánské trase, k převozu zpravodajských informací. Patřil k jedněm z hlavních organizátorů spojení domácího odboje se zahraničním odbojem cestou přes Balkán. Od roku 1939 byl Vojtěch Vrňata spoluorganizátorem ilegálních přechodů osob přes hranice protektorátu.

## Život

### Balkánská cesta
Vojtěch Vrňata se narodil 10. března 1898 v Berlíně. Tento bývalý četnický strážmistr nebyl německým, ale československým občanem, bydlel v Praze a byl zaměstnancem oddělení semtínské Explosie, která vyráběla, obchodovala a dodávala vojenský materiál (především výbušniny). Od roku 1930 byl Vrňata zároveň společníkem (spolumajitelem) Jarolímkova mezinárodního zasilatelství se sídlem v Praze. V této firmě měl podíl, ale byl též jejím zaměstnancem, vykonával zde funkci špeditéra (dopravce). (Přes tuto firmu se třem králům podařilo propašovat z protektorátu řadu zpravodajských informací.) Koncem třicátých let 20. století jeho služební cesty pravidelně směřovaly do Bělehradu. I po vyhlášení Protektorátu Čechy a Morava (po 15. březnu 1939) jeho cesty za hranice protektorátu dále pokračovaly. Navíc se po německé okupaci Čech, Moravy a Slezska Vrňata zapojil do organizování ilegálních úniků osob do zahraničí.
Na jedné ze svých služebních cest v říjnu 1939 se Vrňata seznámil s bývalým členem České strany národně sociální (ČSNS; tato strana je někdy nazývána „stranou dr. Edvarda Beneše“) Josefem Davidem a také s bývalým československým vyslancem v Bělehradě Jaroslavem Lípou. Oba jmenovaní byli významní funkcionáři českého odbojového hnutí v Bělehradě. S Jaroslavem Lípou, který navazoval komunikační spojení mezi Prahou a Bělehradem, pak byl Vrňata následně v delším kontaktu. Kromě Jaroslava Lípy byl Vrňata v Bělehradě ve spojení s docentem dr. Alexandrem Gjuričem. Na jedné ze svých cest se Vojtěch Vrňata setkal v Bělehradě s Jiřím Divišem aniž by tušil, že se jedná o konfidenta gestapa.

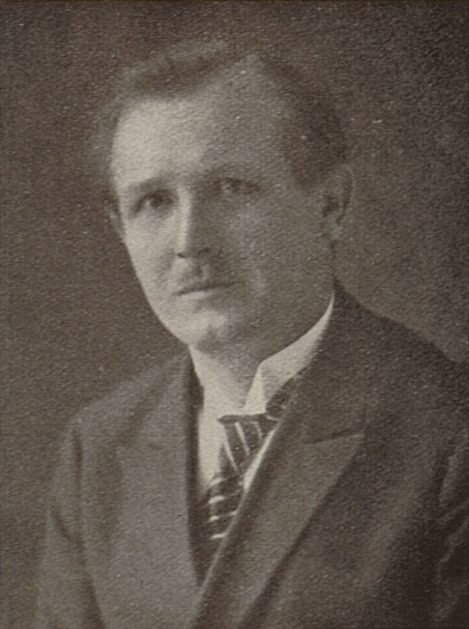
Josef David
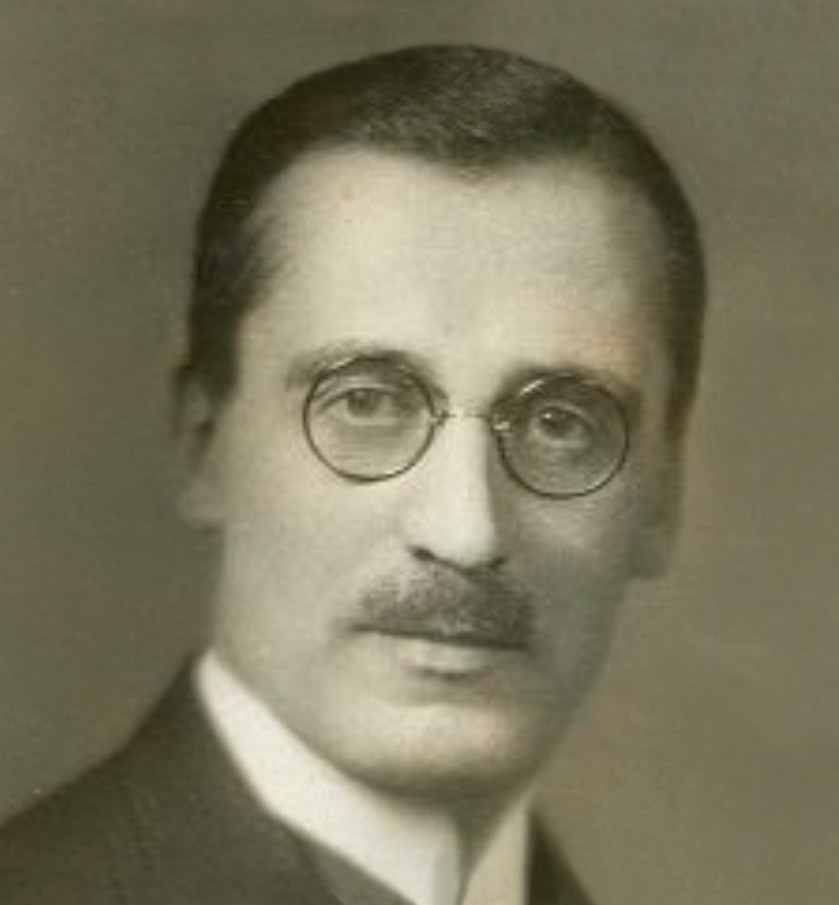
Jaroslav Lípa
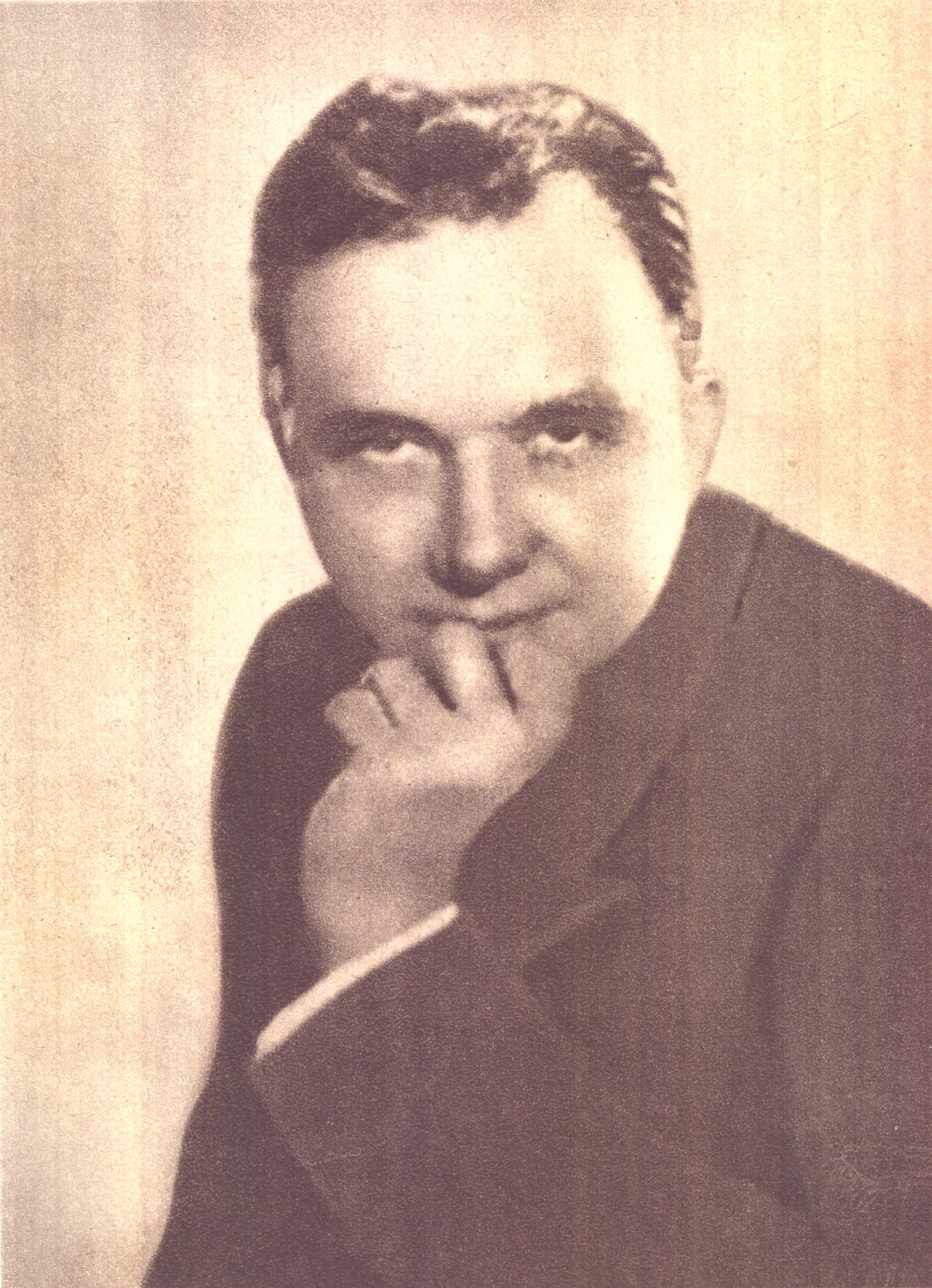
Alexandr Gjurič

### Jiří Diviš
Jiří Diviš pocházel z Jindřichova Hradce, byl povoláním obchodník s vínem, bydlel v Praze v Křemencově ulici 186/7 (ulice se za protektorátu jmenovala Kieselgasse), gestapo jej od roku 1939 nasazovalo proti aktivitám vojenské odbojové organizace Obrana národa a také jej vysílalo na Balkánský poloostrov, kde měl tento konfident za úkol pátrat po spojení domácího a zahraničního protiněmeckého odboje. Domácímu odboji bylo podezřelé, že Diviš (ač bez zjevného zdroje příjmů) dojížděl na Slovensko, do Jugoslávie a na Balkán (údajně coby zástupce Škodových závodů nebo jako obchodník s vínem), v Jugoslávii pobýval v bělehradském hotelu „Srpsi Kralj“, ze svých služebních cest si přivážel luxusní předměty a celkově si „žil velmi přepychově“. Poté, co se Jiřímu Divišovi podařilo infiltrovat do ilegální sítě pomáhající při útěcích z protektorátu přes Balkán, s jistotou zjistil, že Vojtěch Vrňata spolupracuje s protiněmeckým odbojem a že převáží zprávy na Balkán.

### Tři králové

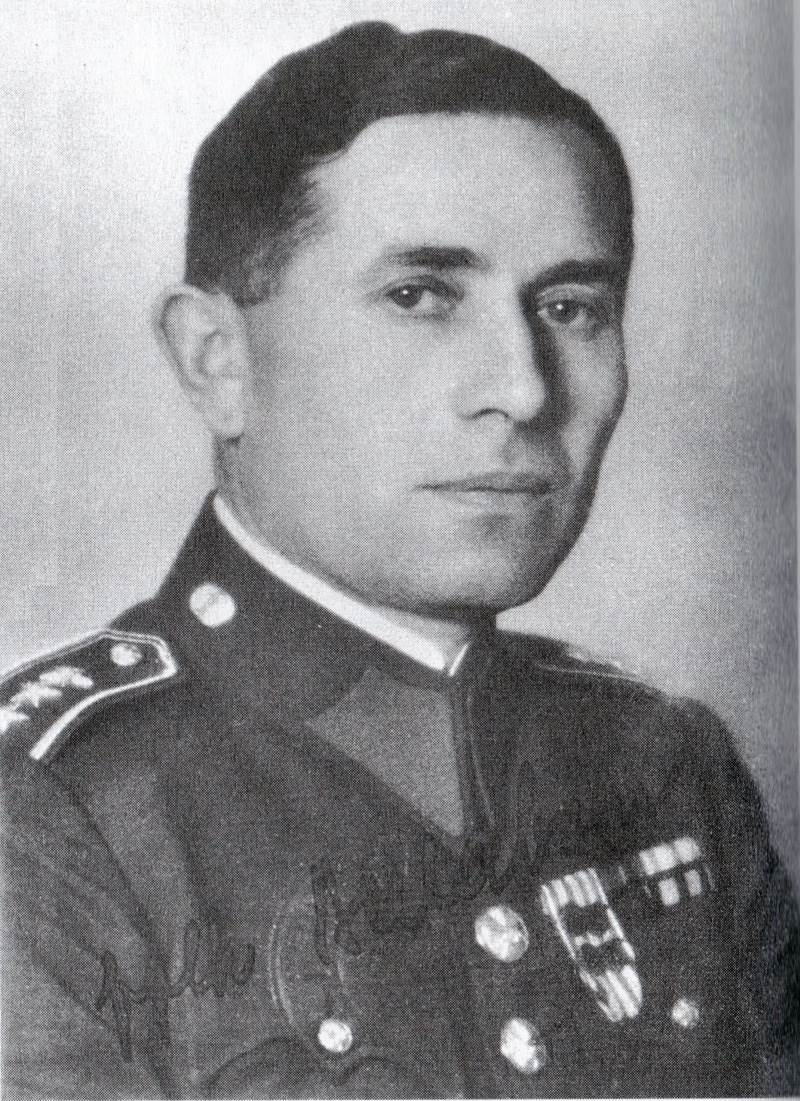
Josef Balabán

Vrňata spolupracoval s ilegální vojenskou organizací Obrana národa a patřil do úzkého týmu spolupracovníků podplukovníka Josefa Balabána a Bohumila Bočka. S nimi se tajně scházel (až do svého prvního zatčení) v karetní místnosti pražského hotelu Monopol poblíž Masarykova nádraží. V této karetní místnosti se až do jara 1940 scházel Josef Balabán se svými spolupracovníky z Obrany národa a s dalšími odbojáři. Vrňata dodával třem králům trhaviny. Využíval skutečnosti, že jako spolumajitel firmy Jarolímek – mezinárodní zasilatelství doprovázel zásilky pardubické Explosie na Balkán, takže při té příležitosti mohl předávat zásilky a informace expozituře československých zpravodajců působících v Bělehradě. Vrňata byl v odboji v prokazatelném kontaktu také s bývalým příslušníkem československých legií a ředitelem legionářské společnosti Centrokomise Gustavem Svobodou (krycí odbojové jméno „Havlíček“ nebo „Roudný“) a Ctiborem Trägerem.

### První zatčení
Na jaře 1940 nacisté Vrňatovu ilegální odbojovou činnost odhalili. Vojtěch Vrňata byl poprvé zatčen po návratu do protektorátu (nedlouho po bělehradském kontaktu s konfidentem Jiřím Divišem) v Praze 10. dubna 1940. První Vrňatův výslech na gestapu trval celou noc. Po svém zatčení naoko svolil ke spolupráci s gestapem a na základě svého slibu byl propuštěn (jako tzv. volavka). Tuto svoji novou „roli“ oznámil Vrňata ovšem obratem podplukovníku Josefu Balabánovi. Podplukovník Josef Balabán o této skutečnosti (že Vrňata je podezřelý ze spolupráce s gestapem) informoval jugoslávskou zpravodajskou ústřednu „Marie“ a to hned dvakrát (v červenci 1940 a v listopadu 1940) a další užší kontakty pak Balabán s Vrňatou již neudržoval. Gestapu ale Vrňata neposkytoval průběžně dostatek informací a tak jej III. oddělení gestapa v Praze nechalo dlouhodobě sledovat právě konfidentem Jiřím Divišem.

### Druhé zatčení
Vrňatovi gestapo nedůvěřovalo a tak byl podruhé (na základě zásadního přispění konfidenta Jiřího Diviše) zatčen 22. ledna 1941 přímo na Wilsonově (Hlavním) nádraží v Praze před odjezdem na služební cestu.
Po zatčení byl umístěn na nějaký krátký čas do cely s Jiřím Divišem. Tomu se podařilo vylákat z Vrňaty jméno železničního inspektora ČSD Ctibora Trägera. Během svých ilegálních aktivit se Vrňata seznámil s Ctiborem Trägerem právě v souvislosti s jeho ilegálními převody Čechů do Budapešti a Vrňata pro něj zkoumal možnosti, jak mu pomoci při útěku za hranice.
Vrňata byl během věznění velmi intenzivně a takřka nepřetržitě vyslýchán zkušenými příslušníky gestapa (Oskar Fleischer, Willi Abendschön, Erich Pfitsch) s přestávkami a to až do listopadu 1941. V květnu 1941 byl potrestán pobytem v temné komoře (Pankrác, cela 36AI), kde jej vyzvedávali i v noci a vyslýchali jej. Vrňata nechtěl vypovídat a ředitel německého oddělení na Pankráci Paul Adam Soppa jej trestal hladovkou. Další metodou bylo, že Vrňatu nenechali 12 dní po sobě spát, musel stát na chodbě ve dne v noci. Pak následoval výslech (při němž nevyspalý Vrňata usnul) a pak mu nechali týden „na rozmyšlenou“. Pak se procedura opakovala. Vrňata se v zoufalství dokonce pokusil neúspěšně o sebevraždu (přeřezal si žíly). Byl ošetřen a výslechy pokračovaly až do listopadu 1941.
Od svého zatčení v lednu 1941 až do srpna 1943 byl držen ve věznici v Praze na Pankráci.

### Ctibor Träger

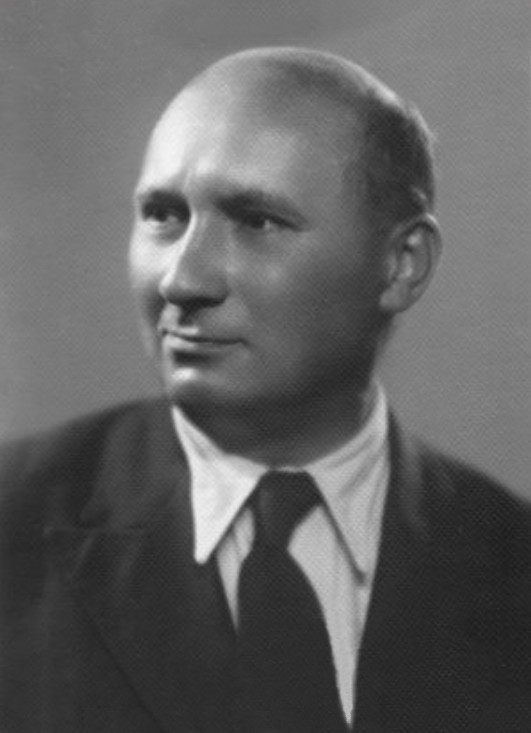
Ctibor Träger

Konfident gestapa Jiří Diviš udal nejenom Vojtěcha Vrňatu ale zároveň poskytl vyšetřovatelům i jméno železničního inspektora Ctibora Trägera. Ctibor Träger byl zatčen gestapem 3. února 1941.
Ctibor Träger se narodil 26. února 1897 v Plzni. Od roku 1921 pracoval u Československých státních drah kde se nakonec vypracoval na místo inspektora na ředitelství železnic v Praze. Byl členem České strany národně sociální (ČSNS; tato strana je někdy nazývána „stranou dr. Edvarda Beneše“). Na žádost svého kolegy Karla Čámského zorganizoval v říjnu 1939 útěk pěti osob (většinou Židů) za hranice protektorátu a po této zdařilé akci začal od poloviny listopadu 1939 spolupracovat s Obranou národa (odbojové krycí jména Doktor a Borek) při dalších následných transportech uprchlíků. Kromě toho také od konce roku 1939 dodával Träger Obraně národa informace týkající se transportů německých vojsk, které získával shromažďováním dat od spolehlivých železničních zaměstnanců z různých okresů. Do konce ledna 1940 se Ctiboru Trägerovi zdařilo zorganizovat sedm transportů osob. Jednalo se hlavně o osoby (tzv. legionáře), kteří se hodlali mimo protektorát zapojit do vznikající zahraniční (exilové) armády. Transporty osob doprovázela až na slovenské hranice Trägerova partnerka Anna Vančurová a funkci vedoucího transportu osob zastával Karel Čámský.
Zostřené výslechy Trägera následně poskytly Němcům indicie vedoucí k rodině radiotelegrafisty Jindřicha Klečky. Stalo se to tak, že Träger během výslechu upozornil na „konspirační byt u obchodníka se smíšeným zbožím v pražských Hodkovičkách“. Byt patřil manželům Antonínu a Františce Krotilovým. Krotilovi byli rodiče Boženy Klečkové, manželky radiotelegrafisty četaře Jindřicha Klečky a od té doby začal být byt Krotilových sledován agenty gestapa.
Lidový soudní dvůr odsoudil Ctibora Trägera (spolu s Annou Vančurovou a dalšími deseti obžalovanými) dne 16. června 1942 k trestu smrti za „velezradu, zvýhodňování nepřítele a přípravu velezrady“. Všichni odsouzení pak byli popraveni ve věznici v Berlíně–Plötzensee. Karel Čámský byl popraven 12. září 1942, Ctibor Träger a Anna Vančurová dne 3. listopadu 1942.

### Josef Mašín

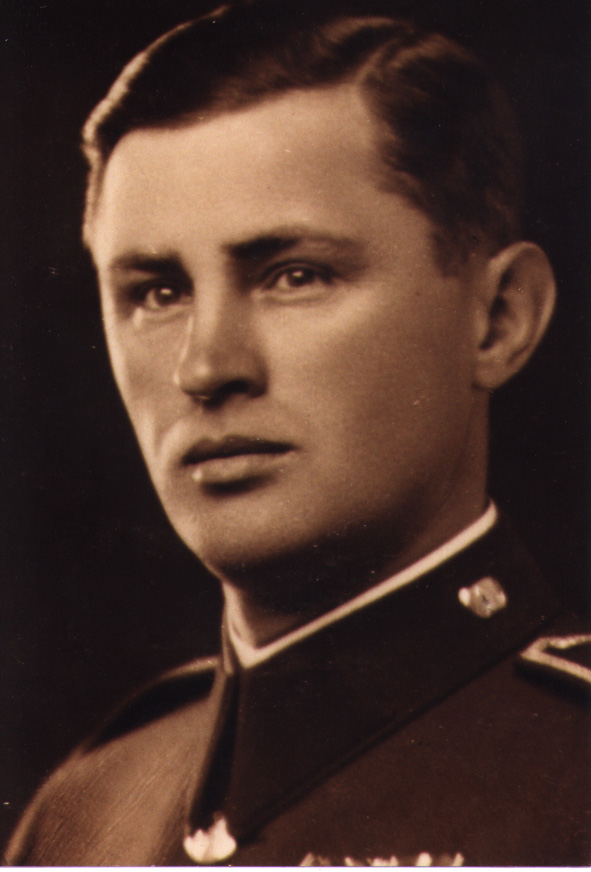
Josef Mašín

Na jaře 1942 byl v Praze na Pankráci, kde byl vězněn, Vrňata několik měsíců nasazen (jako provokatér a zároveň jako ošetřovatel) do cely k zadrženému podplukovníkovi Josefu Mašínovi, s tím, aby od něj získal nějaké informace. Vojtěch Vrňata ale gestapu žádné důležité informace o Josefu Mašínovi (nebo od něj) neposkytl, zřejmě nechtěl vyzvídat. Vrňata se s Mašínem dobře znal z předchozí spolupráce v odboji a oba věznění se spřátelili. Jeho věznění ale mělo pro Mašína pozitivní stránku, neboť to byla právě Vrňatova manželka Růžena, kdo pomohl Mašínovy motáky propašovat mimo brány pankrácké věznice. V jednom ze svých motáků popsal Vojtěch Vrňata i místo, kam Josef Mašín v cele číslo 10 ukryl svůj úplně poslední moták, ve kterém se loučil se svojí rodinou. Tento moták byl (po skončení druhé světové války) dne 10. srpna 1945 na Vrňatou popsaném místě skutečně nalezen.

### Rozsudek, poprava
Na většinu Vrňatových ilegálních aktivit (také díky jeho zapíraní) ale gestapo nepřišlo. To, co pozitivně zjistili a dokázali mu na odsouzení stačilo. Dne 17. června 1943 byl Vojtěch Vrňata odsouzen (za vlastizradu, přípravu k velezradě a napomáhání nepříteli) k trestu smrti (rozsudkem Lidového soudního dvora – Volksgerichtshof (VGH)).
Vojtěch Vrňata byl (po věznění v Praze na Pankráci) popraven oběšením (pramen uvádí, že byl sťat) v časných ranních hodinách (05.25 hodin) dne 8. září 1943 v Berlíně–Charlottenburgu, Königsdamm 7 během tzv. „krvavých nocí ve věznici Berlín-Plötzensee“.